# Vòng loại Giải bóng đá Vô địch U-21 Quốc gia 2024
Vòng loại Giải bóng đá Vô địch U-21 Quốc gia 2024 là giải đấu vòng loại của Giải bóng đá Vô địch U-21 Quốc gia do Liên đoàn bóng đá Việt Nam (VFF) tổ chức. 
Vòng loại diễn ra từ ngày 12 đến ngày 24 tháng 7 năm 2024. Tổng cộng có 12 đội bóng đủ điều kiện tham dự vòng chung kết, bao gồm cả đội được đặc cách tham dự giải đấu với tư cách chủ nhà.

## Các đội bóng
27 đội bóng đã đăng ký tham dự vòng loại lần này. Các đội bóng được sắp xếp sẵn vào các bảng đấu dựa theo khu vực địa lý. Những đội bóng đóng vai trò là chủ nhà của bảng đấu vòng loại được ký hiệu bởi (H).
Lễ bốc thăm xếp lịch thi đấu vòng loại diễn ra vào lúc 09:30 ngày 27 tháng 6 năm 2024 tại trụ sở VFF, Hà Nội.
| VT | Đội                      |
| -- | ------------------------ |
| A1 | Thể Công – Viettel (H)   |
| A2 | Hà Nội                   |
| A3 | Trung tâm bóng đá Đào Hà |
| A4 | Luxury Hạ Long           |
| A5 | Công an Hà Nội           |

| VT | Đội                 |
| -- | ------------------- |
| B1 | PVF (H)             |
| B2 | Sông Trà Quảng Ngãi |
| B3 | Sông Lam Nghệ An    |
| B4 | Huế                 |
| B5 | Đông Á Thanh Hóa    |

| VT | Đội                          |
| -- | ---------------------------- |
| C1 | LPBank Hoàng Anh Gia Lai (H) |
| C2 | Phú Yên                      |
| C3 | SHB Đà Nẵng                  |
| C4 | Quảng Nam                    |
| C5 | Đắk Lắk                      |
| C6 | Tây Nguyên Gia Lai           |

| VT | Đội                       |
| -- | ------------------------- |
| D1 | Thành phố Hồ Chí Minh (H) |
| D2 | Tiền Giang                |
| D3 | Đồng Tháp                 |
| D4 | Long An                   |
| D5 | Cần Thơ                   |

| VT | Đội            |
| -- | -------------- |
| E1 | Bình Phước (H) |
| E2 | Khánh Hòa      |
| E3 | Tây Ninh       |
| E4 | Lâm Đồng       |
| E5 | Bình Thuận     |
| E6 | Đồng Nai       |

| Rút lui                           |
| --------------------------------- |
| Phú Thọ (rút lui sau khi đăng ký) |

## Thể thức
Các đội thi đấu vòng tròn hai lượt tại một địa điểm tập trung. Năm đội nhất bảng, năm đội nhì bảng và một đội xếp thứ ba có thành tích tốt nhất sẽ giành quyền vào vòng chung kết. Nếu đội chủ nhà vòng chung kết kết thúc vòng loại với vị trí trong nhóm 11 đội ở trên, đội xếp thứ ba có thành tích tốt tiếp theo cũng sẽ giành quyền tham dự vòng chung kết.

### Các tiêu chí
Các đội được xếp hạng theo điểm (3 điểm cho 1 trận thắng, 1 điểm cho 1 trận hòa, 0 điểm cho 1 trận thua), và nếu bằng điểm, các tiêu chí sau đây được áp dụng theo thứ tự, để xác định thứ hạng:
1. Điểm trong các trận đối đầu trực tiếp giữa các đội bằng điểm;
2. Hiệu số bàn thắng thua trong các trận đối đầu trực tiếp giữa các đội bằng điểm;
3. Số bàn thắng ghi được trong các trận đối đầu trực tiếp giữa các đội bằng điểm;
4. Nếu có nhiều hơn hai đội bằng điểm, và sau khi áp dụng tất cả các tiêu chí đối đầu ở trên, một nhóm nhỏ các đội vẫn còn bằng điểm nhau, tất cả các tiêu chí đối đầu ở trên được áp dụng lại cho riêng nhóm này;
5. Hiệu số bàn thắng thua trong tất cả các trận đấu bảng;
6. Số bàn thắng ghi được trong tất cả các trận đấu bảng;
7. Sút luân lưu nếu chỉ có hai đội bằng điểm và họ gặp nhau trong trận cuối cùng của bảng;
8. Điểm kỷ luật (thẻ vàng = –1 điểm, thẻ đỏ gián tiếp (2 thẻ vàng) = –3 điểm, thẻ đỏ trực tiếp = –3 điểm, thẻ vàng và thẻ đỏ trực tiếp = –4 điểm);
9. Bốc thăm.

## Lịch thi đấu
Lịch thi đấu của mỗi lượt đấu như sau.
| Lượt đấu   | Ngày                | Ngày ban đầu        |
| ---------- | ------------------- | ------------------- |
| Lượt đấu 1 | 12 tháng 7 năm 2024 | 12 tháng 7 năm 2024 |
| Lượt đấu 2 | 14 tháng 7 năm 2024 | 14 tháng 7 năm 2024 |
| Lượt đấu 3 | 17 tháng 7 năm 2024 | 17 tháng 7 năm 2024 |
| Lượt đấu 4 | 22 tháng 7 năm 2024 | 20 tháng 7 năm 2024 |
| Lượt đấu 5 | 24 tháng 7 năm 2024 | 22 tháng 7 năm 2024 |

## Đội hình
Các cầu thủ từ 16 đến 21 tuổi (sinh từ ngày 1 tháng 1 năm 2003 đến ngày 31 tháng 12 năm 2008) có đủ điều kiện để tham dự giải đấu. Mỗi đội phải đăng ký một danh sách với tối thiểu 18 cầu thủ và tối đa 30 cầu thủ. Trong đó, danh sách phải có tối thiểu 2 thủ môn và tối đa 1 cầu thủ nước ngoài gốc Việt Nam (Quy định mục 7.1).

## Các bảng

### Bảng A
Các trận đấu diễn ra tại Trung tâm thể thao Viettel, Hà Nội.
| VT | Đội                      | ST | T | H | B | BT | BB | HS  | Đ  | Giành quyền tham dự    |
| -- | ------------------------ | -- | - | - | - | -- | -- | --- | -- | ---------------------- |
| 1  | Thể Công – Viettel (H)   | 4  | 3 | 1 | 0 | 12 | 3  | +9  | 10 | Lọt vào vòng chung kết |
| 2  | Hà Nội                   | 4  | 3 | 0 | 1 | 12 | 4  | +8  | 9  | Lọt vào vòng chung kết |
| 3  | Công an Hà Nội           | 4  | 2 | 0 | 2 | 12 | 6  | +6  | 6  |                        |
| 4  | Luxury Hạ Long           | 4  | 1 | 1 | 2 | 7  | 8  | −1  | 4  |                        |
| 5  | Trung tâm bóng đá Đào Hà | 4  | 0 | 0 | 4 | 4  | 26 | −22 | 0  |                        |

| Hà Nội | 3–0      | Công an Hà Nội         |
| --- | -------- | ---------------------- |
| - Nguyễn Trung Thành 21' - Nguyễn Văn Trường 34' - Lê Văn Hà 47' - Vi Văn Dũng 49' - Lê Trí Phong 75' - Nguyễn Đức Anh 87' - Nguyễn Cảnh Tài 90' | Chi tiết | - Nguyễn Đức Phùng 87' |

| Thể Công – Viettel | 5–1      | Trung tâm bóng đá Đào Hà                   |
| --- | -------- | ------------------------------------------ |
| - Tiêu Trung Hiếu 1' - Nguyễn Hoàng Khanh 4' - Nguyễn Hữu Luân 63' - Nguyễn Thành Đạt 73' - Nguyễn Đăng Dương 88', 90+1' | Chi tiết | - Bùi Huy Hoàng 75' - Trần Đăng Nghiệp 82' |

| Công an Hà Nội                         | 0–2      | Thể Công – Viettel                                                                       |
| -------------------------------------- | -------- | ---------------------------------------------------------------------------------------- |
| - Ngô Quốc Dương 38' - Lê Hoàng An 40' | Chi tiết | - Nguyễn Văn Tú 57' - Nguyễn Đăng Dương 73' 86' - Đoàn Thế Phong 82' - Huỳnh Kim Huy 89' |

| Luxury Hạ Long                                                                                | 1–2      | Hà Nội |
| --------------------------------------------------------------------------------------------- | -------- | --- |
| - Mai Trung Thông 35' - Nguyễn Hoàng Sang 50' - Nguyễn Đức Anh 52' (l.n.) - Nguyễn Văn Ký 70' | Chi tiết | - Nguyễn Anh Tiệp 21' - Nguyễn Anh Tú 47' - Lê Văn Hà 70' - Nguyễn Trung Thành 90+2' - Trợ lý HLV Nguyễn Viết Nam 90+3' |

| Hà Nội | 7–0      | Trung tâm bóng đá Đào Hà |
| --- | -------- | ------------------------ |
| - Nguyễn Trung Thành 7' - Nguyễn Anh Tú 43' 55' - Vũ Văn Sơn 47' - Nguyễn Sỹ Đức 49', 68', 72' - Nguyễn Văn Trường 52' - Nguyễn Anh Tiệp 88' | Chi tiết |                          |

| Công an Hà Nội                                                                                        | 2–0      | Luxury Hạ Long |
| --- | -------- | -------------- |
| - Hứa Khải Bình 23', 90+1' - Mẫn Đức Bình 36' - Hoàng Trung Anh 71' - Trợ lý HLV Phạm Việt Trường 72' | Chi tiết |                |

| Luxury Hạ Long           | 2–2      | Thể Công – Viettel                          |
| ------------------------ | -------- | ------------------------------------------- |
| Mai Trung Thông 33', 69' | Chi tiết | - Vũ Bá Hải Dương 15' - Nguyễn Hữu Luân 22' |

| Trung tâm bóng đá Đào Hà | 1–10     | Công an Hà Nội |
| ------------------------ | -------- | --- |
| Bùi Huy Hoàng 90'        | Chi tiết | - Hứa Khải Bình 12' - Trần Đức Bình 30', 50' - Phạm Minh Phúc 37' - Võ Tín Phong 44' - Nguyễn Hiếu Lương 75' - Phan Thành Đạt 80' - Hoàng Trung Anh 83' - Nguyễn Đức Hùng 84' - Bùi Huy Đức 88' |

| Trung tâm bóng đá Đào Hà               | 2–4      | Luxury Hạ Long                                                     |
| -------------------------------------- | -------- | ------------------------------------------------------------------ |
| - Sa Nhật Bách 78' - Bùi Huy Hoàng 86' | Chi tiết | - Nguyễn Mạnh Hùng 78' - Nguyễn Duy Duân 65' - Nguyễn Văn Huân 67' |

| Thể Công – Viettel                                               | 3–0      | Hà Nội |
| ---------------------------------------------------------------- | -------- | ------ |
| - Nguyễn Văn Tú 13' - Hoàng Công Hậu 35' - Nguyễn Hữu Luân 90+3' | Chi tiết |        |

### Bảng B
Các trận đấu diễn ra tại Trung tâm đào tạo bóng đá trẻ PVF - Bộ Công an, tỉnh Hưng Yên.
| VT | Đội                 | ST | T | H | B | BT | BB | HS  | Đ  | Giành quyền tham dự    |
| -- | ------------------- | -- | - | - | - | -- | -- | --- | -- | ---------------------- |
| 1  | PVF (H)             | 4  | 3 | 1 | 0 | 14 | 1  | +13 | 10 | Lọt vào vòng chung kết |
| 2  | Đông Á Thanh Hóa    | 4  | 2 | 2 | 0 | 10 | 3  | +7  | 8  | Lọt vào vòng chung kết |
| 3  | Sông Lam Nghệ An    | 4  | 2 | 1 | 1 | 10 | 7  | +3  | 7  |                        |
| 4  | Huế                 | 4  | 1 | 0 | 3 | 9  | 9  | 0   | 3  |                        |
| 5  | Sông Trà Quảng Ngãi | 4  | 0 | 0 | 4 | 0  | 23 | −23 | 0  |                        |

| Sông Trà Quảng Ngãi | 0–5      | Đông Á Thanh Hóa                                                                                     |
| ------------------- | -------- | --- |
|                     | Chi tiết | - Lê Văn Hoàn 22' - Lê Ngọc Đông 24' - Lê Văn Thuận 30' 35' - Nguyễn Văn Tiếp 80' - Lê Văn Cường 85' |

| PVF | 5–0      | Sông Lam Nghệ An                                                 |
| --- | -------- | ---------------------------------------------------------------- |
| - Nguyễn Lê Phát 8', 58', 63' - Nguyễn Phương Nam 27' - Đỗ Minh Quang 37' - Trần Vũ Ngọc Tài 42' - Võ Anh Quân 81' - Lê Ngọc Hưng 87' | Chi tiết | - Nguyễn Văn Bách 45' - Nguyễn Trọng Sơn 81' - Võ Tiến Thắng 90' |

| Đông Á Thanh Hóa                        | 0–0      | PVF                                       |
| --------------------------------------- | -------- | ----------------------------------------- |
| - Nguyễn Văn Dũng 19' - Hà Văn Kiệt 90' | Chi tiết | - Nguyễn Lê Phát 69' - Nguyễn Hải Nam 79' |

| Huế | 5–0      | Sông Trà Quảng Ngãi                                          |
| --- | -------- | ------------------------------------------------------------ |
| - Phạm Ngọc Thành Thảo 39' - Dương Anh Vũ 40' - Trần Văn Đông 80' - Đỗ Trọng Tín 83' - Hồ Thanh Tuấn Anh 85' | Chi tiết | - Dụng Quang Vinh 10' - Trần Văn Tú 50' - Xiêng Var Khỏe 63' |

| Sông Trà Quảng Ngãi                         | 0–6      | Sông Lam Nghệ An |
| ------------------------------------------- | -------- | --- |
| - Dung Quang Vinh 34' - Nguyễn Đình Duy 54' | Chi tiết | - Nguyễn Trọng Tuấn 15' 53' - Trần Quốc Hòa 22' - Bùi Thanh Đức 28' - Ngô Văn Bắc 49' - Nguyễn Trọng Sơn 51' - Phan Duy Hào 55' |

| Đông Á Thanh Hóa | 4–2      | Huế                                |
| --- | -------- | ---------------------------------- |
| - Nguyễn Văn Tiếp 9' - Lê Văn Thuận 31' - Nguyễn Ngọc Mỹ 40' - Lại Văn Tú 50' - Nguyễn Ngọc Giang 76' - Lê Văn Cường 82' | Chi tiết | - Lê Xuân Đăng 71' - Lê Văn Tú 84' |

| Huế                  | 1–2      | PVF                                       |
| -------------------- | -------- | ----------------------------------------- |
| Nguyễn Đình Bình 52' | Chi tiết | - Nguyễn Hải Nam 20' - Nguyễn Lê Phát 32' |

| Sông Lam Nghệ An                                                                           | 1–1      | Đông Á Thanh Hóa                                                    |
| ------------------------------------------------------------------------------------------ | -------- | ------------------------------------------------------------------- |
| - Nguyễn Trọng Sơn 57' - Nguyễn Văn Bách 17' - Trần Quốc Hoa 61' - HLV Nguyễn Văn Vinh 75' | Chi tiết | - Nguyễn Ngọc Mỹ 21' - Nguyễn Trọng Đại Nghĩa 40' - Hà Châu Phi 50' |

| Sông Lam Nghệ An                                                  | 3–1      | Huế                  |
| ----------------------------------------------------------------- | -------- | -------------------- |
| - Nguyễn Trọng Tuấn 25' - Hồ Viết Mạnh 48' - Nguyễn Tiến Minh 51' | Chi tiết | Nguyễn Đình Bình 35' |

| PVF | 7–0      | Sông Trà Quảng Ngãi |
| --- | -------- | ------------------- |
| - Lê Anh Đức 13', 45+1' - Phùng Quang Tú 27' - Trần Gia Huy 37' - Bùi Hoàng Sơn 41' - Võ Anh Quân 78' - Nguyễn Trọng Đức Vũ 88' | Chi tiết |                     |

### Bảng C
Các trận đấu diễn ra tại Trung tâm huấn luyện thể thao Hàm Rồng, tỉnh Gia Lai.
| VT | Đội                          | ST | T | H | B | BT | BB | HS  | Đ  | Giành quyền tham dự    |
| -- | ---------------------------- | -- | - | - | - | -- | -- | --- | -- | ---------------------- |
| 1  | SHB Đà Nẵng                  | 5  | 4 | 0 | 1 | 11 | 3  | +8  | 12 | Lọt vào vòng chung kết |
| 2  | Quảng Nam                    | 5  | 3 | 2 | 0 | 7  | 1  | +6  | 11 | Lọt vào vòng chung kết |
| 3  | LPBank Hoàng Anh Gia Lai (H) | 5  | 3 | 1 | 1 | 24 | 3  | +21 | 10 | Lọt vào vòng chung kết |
| 4  | Đắk Lắk                      | 5  | 2 | 1 | 2 | 8  | 11 | −3  | 7  |                        |
| 5  | Phú Yên                      | 5  | 1 | 0 | 4 | 3  | 19 | −16 | 3  |                        |
| 6  | Tây Nguyên Gia Lai           | 5  | 0 | 0 | 5 | 4  | 20 | −16 | 0  |                        |

| Quảng Nam                                            | 1–1      | Đắk Lắk                                                                            |
| ---------------------------------------------------- | -------- | ---------------------------------------------------------------------------------- |
| - Nguyễn Đức Trường 10' - Nguyễn Danh Minh Quang 70' | Chi tiết | - Nguyễn Đức Trường 86' (l.n.) - Lương Văn Phúc 85' - Trợ lý HLV Võ Thành Luân 86' |

| LPBank Hoàng Anh Gia Lai | 9–0      | Phú Yên                  |
| --- | -------- | ------------------------ |
| - Lê Trung Vinh 5' - Nguyễn Quốc Việt 20', 70' - Môi Sê 23', 36' - Đặng Quốc Tịch 46' (l.n.) - Nguyễn Hùng Khang 74', 85' - Hoàng Minh Tiến 79' | Chi tiết | - Huỳnh Ngọc Tấn Nam 66' |

| SHB Đà Nẵng                                                                             | 5–1      | Tây Nguyên Gia Lai    |
| --------------------------------------------------------------------------------------- | -------- | --------------------- |
| - Nguyễn Thanh Phùng 38' - Võ Văn Sơn 44' - Trần Nhật Đông 73', 90' - Phan Thế Hùng 82' | Chi tiết | - Ngô Đức Huy 37' 88' |

| Phú Yên                                         | 0–2      | SHB Đà Nẵng                                           |
| ----------------------------------------------- | -------- | ----------------------------------------------------- |
| - Huỳnh Ngọc Tấn Nam 63' - Phan Hoàng Thắng 71' | Chi tiết | - Nguyễn Công Tuấn Anh 34' - Nguyễn Phi Hoàng 81' 84' |

| Đắk Lắk | 0–8      | LPBank Hoàng Anh Gia Lai                                                                                  |
| ------- | -------- | --- |
|         | Chi tiết | - Nguyễn Minh Tâm 32', 41', 43', 58' - Nguyễn Trọng Bảo 38', 44' - Võ Phước Bảo 48' - Nguyễn Đăng Thọ 66' |

| Tây Nguyên Gia Lai                                                  | 0–2      | Quảng Nam                                                             |
| ------------------------------------------------------------------- | -------- | --------------------------------------------------------------------- |
| - Lường Ngọc Anh 67' - Trần Hải Kim Thành 81' - Nguyễn Văn Đông 87' | Chi tiết | - Nguyễn Thành Vinh 62' 68' - Nguyễn Đình Bắc 83' - Phạm Ánh Quốc 67' |

| Đắk Lắk | 4–0      | Tây Nguyên Gia Lai |
| --- | -------- | ------------------ |
| - Dương Quang Trung Hiếu 24', 67' - Huỳnh Vương Quốc Thịnh 37' - Đào Đình Huynh 60' - Lê Trương Quốc Thắng 77', 85' | Chi tiết |                    |

| SHB Đà Nẵng | 2–1      | LPBank Hoàng Anh Gia Lai                                                                      |
| --- | -------- | --------------------------------------------------------------------------------------------- |
| - Mai Quốc Tú 15' 36' - Phan Thế Hùng 18' - Nguyễn Phi Hoàng 33' - Lê Đức An 78' - Nguyễn Thanh Hùng 80' - Trần Nhật Đông 90+1' - Trợ lý HLV Lê Văn Hà 90+3' | Chi tiết | - Nguyễn Nhật Minh 26' - Nguyễn Quốc Việt 37' - HLV Trịnh Duy Quang 45' - Y tế Trần Quốc Bách |

| Quảng Nam                                                       | 3–0      | Phú Yên |
| --------------------------------------------------------------- | -------- | ------- |
| - Nguyễn Sỹ Đàn 30' - Nguyễn Đình Bắc 45' - Nguyễn Hữu Hưng 66' | Chi tiết |         |

| SHB Đà Nẵng | 0–1      | Quảng Nam           |
| ----------- | -------- | ------------------- |
|             | Chi tiết | Nguyễn Đình Bắc 41' |

| LPBank Hoàng Anh Gia Lai                                                                                        | 6–1      | Tây Nguyên Gia Lai            |
| --- | -------- | ----------------------------- |
| - Môi Sê 4', 56' - Nguyễn Hùng Khang 30' - Nguyễn Minh Tâm 45' - Nguyễn Quốc Việt 45' - Phạm Ngô Minh Quang 66' | Chi tiết | - Nguyễn Văn Triệu 66' (l.n.) |

| Phú Yên | 0–3      | Đắk Lắk                                                                         |
| ------- | -------- | ------------------------------------------------------------------------------- |
|         | Chi tiết | - Lê Trương Quốc Thắng 8' - Nguyễn Nhất Minh 65' - Dương Quang Trung Hiếu 90+1' |

| Tây Nguyên Gia Lai                     | 2–3      | Phú Yên                                         |
| -------------------------------------- | -------- | ----------------------------------------------- |
| - Ngô Đức Huy 54' - Lương Ngọc Anh 68' | Chi tiết | - Nguyễn Văn Khải 30', 43' - Huỳnh Văn Mạnh 80' |

| LPBank Hoàng Anh Gia Lai | 0–0      | Quảng Nam                     |
| ------------------------ | -------- | ----------------------------- |
|                          | Chi tiết | HLV TM Phạm Hồng Điệp 73' 73' |

| Đắk Lắk | 0–2      | SHB Đà Nẵng                                  |
| ------- | -------- | -------------------------------------------- |
|         | Chi tiết | - Lê Nguyễn Văn Thọ 21' - Nguyễn Văn Nam 78' |

### Bảng D
Các trận đấu diễn ra tại Sân vận động Thống Nhất, Thành phố Hồ Chí Minh.
| VT | Đội                       | ST | T | H | B | BT | BB | HS  | Đ | Giành quyền tham dự    |
| -- | ------------------------- | -- | - | - | - | -- | -- | --- | - | ---------------------- |
| 1  | Đồng Tháp                 | 4  | 3 | 0 | 1 | 12 | 2  | +10 | 9 | Lọt vào vòng chung kết |
| 2  | Long An                   | 4  | 2 | 1 | 1 | 6  | 4  | +2  | 7 | Lọt vào vòng chung kết |
| 3  | Thành phố Hồ Chí Minh (H) | 4  | 2 | 1 | 1 | 10 | 5  | +5  | 7 | Lọt vào vòng chung kết |
| 4  | Tiền Giang                | 4  | 1 | 2 | 1 | 6  | 11 | −5  | 5 |                        |
| 5  | Cần Thơ                   | 4  | 0 | 0 | 4 | 0  | 12 | −12 | 0 |                        |

1. 1 2  Điểm đối đầu: Long An: 3, Thành phố Hồ Chí Minh: 0.

| Tiền Giang    | 1–0      | Cần Thơ |
| ------------- | -------- | ------- |
| Trần Duy Quan | Chi tiết |         |

| Thành phố Hồ Chí Minh                       | 2–0      | Đồng Tháp                               |
| ------------------------------------------- | -------- | --------------------------------------- |
| - Lê Cảnh Gia Huy 7' - Phan Minh Kỳ 40' 46' | Chi tiết | - Trần Long Hải 30' - Lê Hoàng Khải 33' |

| Long An                                                            | 2–2      | Tiền Giang                                   |
| ------------------------------------------------------------------ | -------- | -------------------------------------------- |
| - Nguyễn Như Ý 24' - Trần Tuấn Khanh 28' - Lê Đình Nguyên Giáp 45' | Chi tiết | - Nguyễn Minh Sang 46' - Trương Hùng Phú 83' |

| Cần Thơ                                     | 0–4      | Thành phố Hồ Chí Minh                                                                                               |
| ------------------------------------------- | -------- | --- |
| - Phó Trường Phát 21' - Phạm Thành Danh 62' | Chi tiết | - Bùi Văn Bình 3', 65' - Nguyễn Khánh Duy 30' - Lê Cảnh Gia Huy 35' - Nguyễn Trung Hiếu 40' - Nguyễn Thanh Xuân 69' |

| Tiền Giang                                                                                  | 0–6      | Đồng Tháp |
| ------------------------------------------------------------------------------------------- | -------- | --- |
| - Nguyễn Hữu Anh Noãn 7' - Trần Bửu Lực 72' - Huỳnh Trường Giang 73' - Trương Huỳnh Phú 77' | Chi tiết | - Phùng Khắc Lê 8', 48', 65' - Nguyễn Hữu Thiện 13' - Trần Long Hải 44' - Tô Minh Nhựt 74' - Võ Công Minh 77' |

| Cần Thơ                               | 0–2      | Long An                                       |
| ------------------------------------- | -------- | --------------------------------------------- |
| - Võ Trung Tính 35' - Võ Văn Hiếu 84' | Chi tiết | - Nguyễn Quốc Lộc 63' - Nguyễn Thanh Tùng 85' |

| Đồng Tháp                                                               | 5–0      | Cần Thơ |
| ----------------------------------------------------------------------- | -------- | ------- |
| - Nguyễn Hữu Thiện 24' - Tô Minh Nhựt 45', 53' - Phùng Khắc Lê 58', 72' | Chi tiết |         |

| Long An                                        | 2–1      | Thành phố Hồ Chí Minh |
| ---------------------------------------------- | -------- | --------------------- |
| - Võ Quốc Thắng 40' - Bùi Nguyễn Chí Trung 87' | Chi tiết | Lê Quang Hiểu 48'     |

| Đồng Tháp            | 1–0      | Long An |
| -------------------- | -------- | ------- |
| Nguyễn Hữu Thiện 39' | Chi tiết |         |

| Thành phố Hồ Chí Minh                               | 3–3      | Tiền Giang                                                         |
| --------------------------------------------------- | -------- | ------------------------------------------------------------------ |
| - Phan Văn Thành Đạt 27', 54' - Lê Cảnh Gia Huy 52' | Chi tiết | - Nguyễn Minh Sang 45+1' - Nguyễn Thanh Hoài 65' - Văn Tấn Lộc 78' |

### Bảng E
Các trận đấu diễn ra tại Trung tâm huấn luyện và thi đấu thể dục thể thao tỉnh Bình Phước, riêng hai lượt trận cuối cùng được chuyển sang thi đấu tại Thành phố Hồ Chí Minh. 
| VT | Đội            | ST | T | H | B | BT | BB | HS  | Đ  | Giành quyền tham dự    |
| -- | -------------- | -- | - | - | - | -- | -- | --- | -- | ---------------------- |
| 1  | Bình Phước (H) | 5  | 4 | 1 | 0 | 7  | 3  | +4  | 13 | Lọt vào vòng chung kết |
| 2  | Lâm Đồng       | 5  | 4 | 0 | 1 | 16 | 5  | +11 | 12 | Lọt vào vòng chung kết |
| 3  | Khánh Hòa      | 5  | 2 | 2 | 1 | 10 | 6  | +4  | 8  |                        |
| 4  | Đồng Nai       | 5  | 2 | 0 | 3 | 3  | 7  | −4  | 6  |                        |
| 5  | Tây Ninh       | 5  | 1 | 1 | 3 | 9  | 8  | +1  | 4  |                        |
| 6  | Bình Thuận     | 5  | 0 | 0 | 5 | 4  | 20 | −16 | 0  |                        |

| Tây Ninh            | 0–1      | Đồng Nai                 |
| ------------------- | -------- | ------------------------ |
| Nguyễn Viết Hợi 27' | Chi tiết | Trần Đình Phúc Thịnh 31' |

| Lâm Đồng | 7–0      | Bình Thuận |
| --- | -------- | ---------- |
| - Nguyễn Trần Quốc Khánh 2' - Nguyễn Võ Minh Hiếu 9' - Đào Gia Việt 30' - Trần Duy Quốc Hoàng 48' - Nguyễn Hải Chi Nguyện 50' - Đinh Thành Luân 53', 72' | Chi tiết |            |

| Bình Phước                                                 | 1–1      | Khánh Hòa                                |
| ---------------------------------------------------------- | -------- | ---------------------------------------- |
| - Điểu Quy 28' - Trần Minh Toàn 90' - Nguyễn Hoàng Đạt 90' | Chi tiết | - Võ Ngọc Hải 50' - Đỗ Thanh Tài 47' 90' |

| Đồng Nai                                                               | 0–1      | Lâm Đồng                                           |
| ---------------------------------------------------------------------- | -------- | -------------------------------------------------- |
| - Võ Hoàng Huy 20' - Trần Đình Phúc Thịnh 30' - Văn H. Trung Khang 85' | Chi tiết | - Nguyễn Võ Minh Hiếu 39' - Đào Gia Việt 90' 90+1' |

| Khánh Hòa                                      | 1–1      | Tây Ninh                                                                        |
| ---------------------------------------------- | -------- | ------------------------------------------------------------------------------- |
| - Nguyễn Trần Hoàng Quân 31' - Võ Ngọc Hải 73' | Chi tiết | - Trương Đan Huy 51' - Phan Nguyễn 54' - Phan Thanh Sang 74' - Trần Văn Hào 85' |

| Bình Thuận                              | 1–2      | Bình Phước                                                                             |
| --------------------------------------- | -------- | -------------------------------------------------------------------------------------- |
| - Thông Hinh 32' - Trần Trung Hậu 90+3' | Chi tiết | - Vũ Đức Duy 34' - Huỳnh Thanh Đệ 63' (l.n.) - Đan Trọng Phúc 85' - Trần Minh Toàn 87' |

| Lâm Đồng | 2–0      | Khánh Hòa            |
| --- | -------- | -------------------- |
| - K' Nhuến 25' - Nguyễn Võ Minh Hiếu 27' - Nguyễn Văn Đình 45+1' - Trương Hải Đăng 49' - Đào Gia Việt 53' - Nguyễn Văn Đình 65' | Chi tiết | - Hoàng Minh Anh 74' |

| Bình Thuận                                                                             | 1–2      | Đồng Nai                                                                                  |
| -------------------------------------------------------------------------------------- | -------- | ----------------------------------------------------------------------------------------- |
| - Nguyễn Trần Quốc Khánh 81' - Nguyễn Anh Dũng 78' - Trợ lý HLV Nguyễn Trường Khoa 89' | Chi tiết | - Vũ Đức Duy 32' - Phạm Nguyễn Tấn Lộc 54' - Nguyễn Hoàng Việt 75' - Nguyễn Phước Thọ 90' |

| Tây Ninh          | 0–1      | Bình Phước                                                                      |
| ----------------- | -------- | ------------------------------------------------------------------------------- |
| - Phạm Nguyễn 78' | Chi tiết | - Điểu Quy 9' - Trần Như Chiên 73' - Nguyễn Lê Minh Hiếu 90+1' - Điểu Quy 90+4' |

| Khánh Hòa                                                                                | 4–2      | Bình Thuận                            |
| ---------------------------------------------------------------------------------------- | -------- | ------------------------------------- |
| - Thân Thái Đạt 21' - Nguyễn Hoàng Thiên 17' - Trần Khánh Hưng 44' - Trần Khánh Dũng 56' | Chi tiết | - Lê Tường Khanh 46' - Lê Duy Đạt 74' |

| Tây Ninh                                                      | 3–5      | Lâm Đồng                                                                                             |
| ------------------------------------------------------------- | -------- | --- |
| - Ngô Văn Siêm 75' - Phan Thanh Sang 86' - Trương Đan Huy 89' | Chi tiết | - Vũ Hùng Mạnh 56' - K' Sa Ri Gân 61' - Đinh Thành Luân 69' - Đào Gia Việt 72' - Nguyễn Văn Đình 88' |

| Bình Phước      | 1–0      | Đồng Nai |
| --------------- | -------- | -------- |
| Lê Văn Hùng 18' | Chi tiết |          |

| Bình Phước                                 | 2–1      | Lâm Đồng             |
| ------------------------------------------ | -------- | -------------------- |
| - Đoàn Huy Nam 22' - Nguyễn Văn Rành 45+2' | Chi tiết | - Trần Đình Khôi 83' |

| Đồng Nai | 0–4      | Khánh Hòa                                                                 |
| -------- | -------- | ------------------------------------------------------------------------- |
|          | Chi tiết | - Trần Khánh Dũng 24', 38' - Nguyễn Hoàng Thiên 68' - Trần Khánh Hưng 89' |

| Bình Thuận             | 0–5      | Tây Ninh                                       |
| ---------------------- | -------- | ---------------------------------------------- |
| Trần Trung Hậu 42' 57' | Chi tiết | - Trương Đan Huy 19', 65' - A Vũ 24', 37', 52' |

### Bảng xếp hạng các đội đứng thứ ba bảng đấu
Với việc PVF được chọn làm đội chủ nhà của giải đấu, hai đội đứng thứ ba bảng có thành tích tốt nhất sẽ lọt vào vòng chung kết. Do các bảng đấu có số đội khác nhau nên kết quả giữa đội xếp thứ ba với đội xếp thứ sáu ở các bảng sáu đội không được tính đến khi xét thứ hạng này.
| VT | Bg | Đội                      | ST | T | H | B | BT | BB | HS  | Đ | Giành quyền tham dự |
| -- | -- | ------------------------ | -- | - | - | - | -- | -- | --- | - | ------------------- |
| 1  | C  | LPBank Hoàng Anh Gia Lai | 4  | 2 | 1 | 1 | 17 | 2  | +15 | 7 | Vòng chung kết      |
| 2  | D  | Thành phố Hồ Chí Minh    | 4  | 2 | 1 | 1 | 10 | 5  | +5  | 7 | Vòng chung kết      |
| 3  | B  | Sông Lam Nghệ An         | 4  | 2 | 1 | 1 | 10 | 7  | +3  | 7 |                     |
| 4  | A  | Công an Hà Nội           | 4  | 2 | 0 | 2 | 12 | 6  | +6  | 6 |                     |
| 5  | E  | Khánh Hòa                | 4  | 1 | 2 | 1 | 6  | 4  | +2  | 5 |                     |

## Cầu thủ ghi bàn
Đã có 230 bàn thắng ghi được trong 60 trận đấu, trung bình 3.83 bàn thắng mỗi trận đấu.
5 bàn thắng
- Phùng Khắc Lê (Đồng Tháp)
- Nguyễn Minh Tâm (LPBank Hoàng Anh Gia Lai)

4 bàn thắng
- Đào Gia Việt (Lâm Đồng)
- Môi Sê (LPBank Hoàng Anh Gia Lai)
- Nguyễn Quốc Việt (LPBank Hoàng Anh Gia Lai)
- Nguyễn Lê Phát (PVF)

3 bàn thắng
- Hứa Khải Bình (Công an Hà Nội)
- Dương Quang Trung Hiếu (Đắk Lắk)
- Lê Trương Quốc Thắng (Đắk Lắk)
- Nguyễn Hữu Thiện (Đồng Tháp)
- Tô Minh Nhựt (Đồng Tháp)
- Nguyễn Sỹ Đức (Hà Nội)
- Trần Khánh Dũng (Khánh Hòa)
- Đinh Thành Luân (Lâm Đồng)
- Nguyễn Hùng Khang (LPBank Hoàng Anh Gia Lai)
- Nguyễn Đình Bắc (Quảng Nam)
- A Vũ (Tây Ninh)
- Trương Đan Huy (Tây Ninh)
- Nguyễn Đăng Dương (Thể Công – Viettel)
- Nguyễn Hữu Luân (Thể Công – Viettel)
- Bùi Huy Hoàng (Trung tâm bóng đá Đào Hà)

2 bàn thắng
- Điểu Quy (Bình Phước)
- Trần Đức Bình (Công an Hà Nội)
- Lê Văn Cường (Đông Á Thanh Hóa)
- Lê Văn Thuận (Đông Á Thanh Hóa)
- Nguyễn Ngọc Mỹ (Đông Á Thanh Hóa)
- Nguyễn Văn Tiếp (Đông Á Thanh Hóa)
- Nguyễn Anh Tiệp (Hà Nội)
- Nguyễn Anh Tú (Hà Nội)
- Nguyễn Trung Thành (Hà Nội)
- Nguyễn Văn Trường (Hà Nội)
- Bùi Văn Bình (Thành phố Hồ Chí Minh)
- Lê Cảnh Gia Huy (Thành phố Hồ Chí Minh)
- Phan Văn Thành Đạt (Thành phố Hồ Chí Minh)
- Nguyễn Đình Bình (Huế)
- Nguyễn Hoàng Thiên (Khánh Hòa)
- Trần Khánh Hưng (Khánh Hòa)
- Nguyễn Văn Đình (Lâm Đồng)
- Mai Trung Thông (Luxury Hạ Long)
- Nguyễn Trọng Bảo (LPBank Hoàng Anh Gia Lai)
- Nguyễn Văn Khải (Phú Yên)
- Lê Anh Đức (PVF)
- Nguyễn Phi Hoàng (SHB Đà Nẵng)
- Trần Nhật Đông (SHB Đà Nẵng)
- Nguyễn Trọng Sơn (Sông Lam Nghệ An)
- Nguyễn Trọng Tuấn (Sông Lam Nghệ An)
- Ngô Đức Huy (Tây Nguyên Gia Lai)
- Phan Thanh Sang (Tây Ninh)
- Nguyễn Minh Sang (Tiền Giang)

1 bàn thắng
- Đoàn Huy Nam (Bình Phước)
- Lê Văn Hùng (Bình Phước)
- Nguyễn Văn Rành (Bình Phước)
- Vũ Đức Duy (Bình Phước)
- Lê Tường Khanh (Bình Thuận)
- Lê Duy Đạt (Bình Thuận)
- Nguyễn Trần Quốc Khánh (Bình Thuận)
- Trần Trung Hậu (Bình Thuận)
- Bùi Huy Đức (Công an Hà Nội)
- Hoàng Trung Anh (Công an Hà Nội)
- Nguyễn Đức Hùng (Công an Hà Nội)
- Nguyễn Hiếu Lương (Công an Hà Nội)
- Phạm Minh Phúc (Công an Hà Nội)
- Phan Thành Đạt (Công an Hà Nội)
- Võ Tín Phong (Công an Hà Nội)
- Nguyễn Nhất Minh (Đắk Lắk)
- Lê Ngọc Đông (Đông Á Thanh Hóa)
- Lê Văn Hoàn (Đông Á Thanh Hóa)
- Nguyễn Hoàng Việt (Đồng Nai)
- Phạm Nguyễn Tấn Lộc (Đồng Nai)
- Trần Đình Phúc Thịnh (Đồng Nai)
- Trần Long Hải (Đồng Tháp)
- Lê Trí Phong (Hà Nội)
- Phan Minh Kỳ (Thành phố Hồ Chí Minh)
- Lê Quang Hiểu (Thành phố Hồ Chí Minh)
- Nguyễn Khánh Duy (Thành phố Hồ Chí Minh)
- Nguyễn Thanh Xuân (Thành phố Hồ Chí Minh)
- Dương Anh Vũ (Huế)
- Đỗ Trọng Tín (Huế)
- Hồ Thanh Tuấn Anh (Huế)
- Lê Văn Tú (Huế)
- Lê Xuân Đăng (Huế)
- Phạm Ngọc Thành Thảo (Huế)
- Trần Văn Đông (Huế)
- Nguyễn Trần Hoàng Quân (Khánh Hòa)
- Thân Thái Đạt (Khánh Hòa)
- Võ Ngọc Hải (Khánh Hòa)
- K' Sa Ri Gân (Lâm Đồng)
- Nguyễn Hải Chi Nguyện (Lâm Đồng)
- Nguyễn Võ Minh Hiếu (Lâm Đồng)
- Trần Duy Quốc Hoàng (Lâm Đồng)
- Trần Đình Khôi (Lâm Đồng)
- Vũ Hùng Mạnh (Lâm Đồng)
- Bùi Nguyễn Chí Trung (Long An)
- Lê Đình Nguyên Giáp (Long An)
- Nguyễn Như Ý (Long An)
- Nguyễn Quốc Lộc (Long An)
- Nguyễn Thanh Tùng (Long An)
- Trần Tuấn Khanh (Long An)
- Võ Quốc Thắng (Long An)
- Hoàng Minh Tiến (LPBank Hoàng Anh Gia Lai)
- Lê Trung Vinh (LPBank Hoàng Anh Gia Lai)
- Nguyễn Đăng Thọ (LPBank Hoàng Anh Gia Lai)
- Phạm Ngô Minh Quang (LPBank Hoàng Anh Gia Lai)
- Võ Phước Bảo (LPBank Hoàng Anh Gia Lai)
- Nguyễn Duy Duân (Luxury Hạ Long)
- Nguyễn Mạnh Hùng (Luxury Hạ Long)
- Nguyễn Văn Huân (Luxury Hạ Long)
- Bùi Hoàng Sơn (PVF)
- Lê Ngọc Hưng (PVF)
- Nguyễn Hải Nam (PVF)
- Nguyễn Trọng Đức Vũ (PVF)
- Phùng Quang Tú (PVF)
- Trần Gia Huy (PVF)
- Trần Vũ Ngọc Tài (PVF)
- Võ Anh Quân (PVF)
- Huỳnh Văn Mạnh (Phú Yên)
- Nguyễn Danh Minh Quang (Quảng Nam)
- Nguyễn Đức Trường (Quảng Nam)
- Nguyễn Hữu Hưng (Quảng Nam)
- Nguyễn Sỹ Đàn (Quảng Nam)
- Nguyễn Thành Vinh (Quảng Nam)
- Lê Nguyễn Văn Thọ (SHB Đà Nẵng)
- Mai Quốc Tú (SHB Đà Nẵng)
- Nguyễn Công Tuấn Anh (SHB Đà Nẵng)
- Nguyễn Thanh Phùng (SHB Đà Nẵng)
- Nguyễn Văn Nam (SHB Đà Nẵng)
- Phan Thế Hùng (SHB Đà Nẵng)
- Võ Văn Sơn (SHB Đà Nẵng)
- Bùi Thanh Đức (Sông Lam Nghệ An)
- Hồ Viết Mạnh (Sông Lam Nghệ An)
- Ngô Văn Bắc (Sông Lam Nghệ An)
- Nguyễn Tiến Minh (Sông Lam Nghệ An)
- Phan Duy Hào (Sông Lam Nghệ An)
- Trần Quốc Hòa (Sông Lam Nghệ An)
- Lương Ngọc Anh (Tây Nguyên Gia Lai)
- Ngô Văn Siêm (Tây Ninh)
- Hoàng Công Hậu (Thể Công – Viettel)
- Huỳnh Kim Huy (Thể Công – Viettel)
- Nguyễn Hoàng Khanh (Thể Công – Viettel)
- Nguyễn Văn Tú (Thể Công – Viettel)
- Tiêu Trung Hiếu (Thể Công – Viettel)
- Vũ Bá Hải Dương (Thể Công – Viettel)
- Nguyễn Thanh Hoài (Tiền Giang)
- Trần Duy Quan (Tiền Giang)
- Trương Hùng Phú (Tiền Giang)
- Văn Tấn Lộc (Tiền Giang)
- Sa Nhật Bách (Trung tâm bóng đá Đào Hà)
- Trần Đăng Nghiệp (Trung tâm bóng đá Đào Hà)

1 bàn phản lưới nhà
- Huỳnh Thanh Đệ (Bình Thuận - trong trận gặp Bình Phước)
- Nguyễn Đức Anh (Hà Nội - trong trận gặp Luxury Hạ Long)
- Nguyễn Văn Triệu (LPBank Hoàng Anh Gia Lai - trong trận gặp Tây Nguyên Gia Lai)
- Đặng Quốc Tịch (Phú Yên - trong trận gặp LPBank Hoàng Anh Gia Lai)
- Nguyễn Đức Trường (Quảng Nam - trong trận gặp Đắk Lắk)

## Các đội vượt qua vòng loại
Dưới đây là các đội đã vượt qua vòng loại để thi đấu tại vòng chung kết Giải bóng đá Vô địch U-21 Quốc gia năm 2024.
| Câu lạc bộ               | Tư cách vượt qua vòng loại    | Ngày vượt qua vòng loại | Số lần tham dự trước đây (Lần đầu) |
| ------------------------ | ----------------------------- | ----------------------- | ---------------------------------- |
| PVF                      | Chủ nhà/Nhất bảng B           | tháng 7 năm 2024        | 3 lần (2016)                       |
| Hà Nội                   | Nhì bảng A                    | 22 tháng 7 năm 2024     | 10 lần (2009)                      |
| Thể Công – Viettel       | Nhất bảng A                   | 22 tháng 7 năm 2024     | 13 lần (1997)                      |
| Đông Á Thanh Hóa         | Nhì bảng B                    | 22 tháng 7 năm 2024     | 4 lần (1998)                       |
| Lâm Đồng                 | Nhì bảng E                    | 22 tháng 7 năm 2024     | 1 lần (2003)                       |
| Bình Phước               | Nhất bảng E                   | 22 tháng 7 năm 2024     | 0 (Lần đầu)                        |
| SHB Đà Nẵng              | Nhất bảng C                   | 24 tháng 7 năm 2024     | 19 lần (1999)                      |
| Quảng Nam                | Nhì bảng C                    | 24 tháng 7 năm 2024     | 1 lần (1998)                       |
| Đồng Tháp                | Nhất bảng D                   | 24 tháng 7 năm 2024     | 14 lần (1997)                      |
| Long An                  | Nhì bảng D                    | 24 tháng 7 năm 2024     | 12 lần (1999)                      |
| LPBank Hoàng Anh Gia Lai | Ba bảng C/Ba bảng tốt nhất    | 24 tháng 7 năm 2024     | 14 lần (1997)                      |
| Thành phố Hồ Chí Minh    | Ba bảng D/Ba bảng tốt thứ hai | 24 tháng 7 năm 2024     | 9 lần (1997)                       |